# Heidi Albertsen

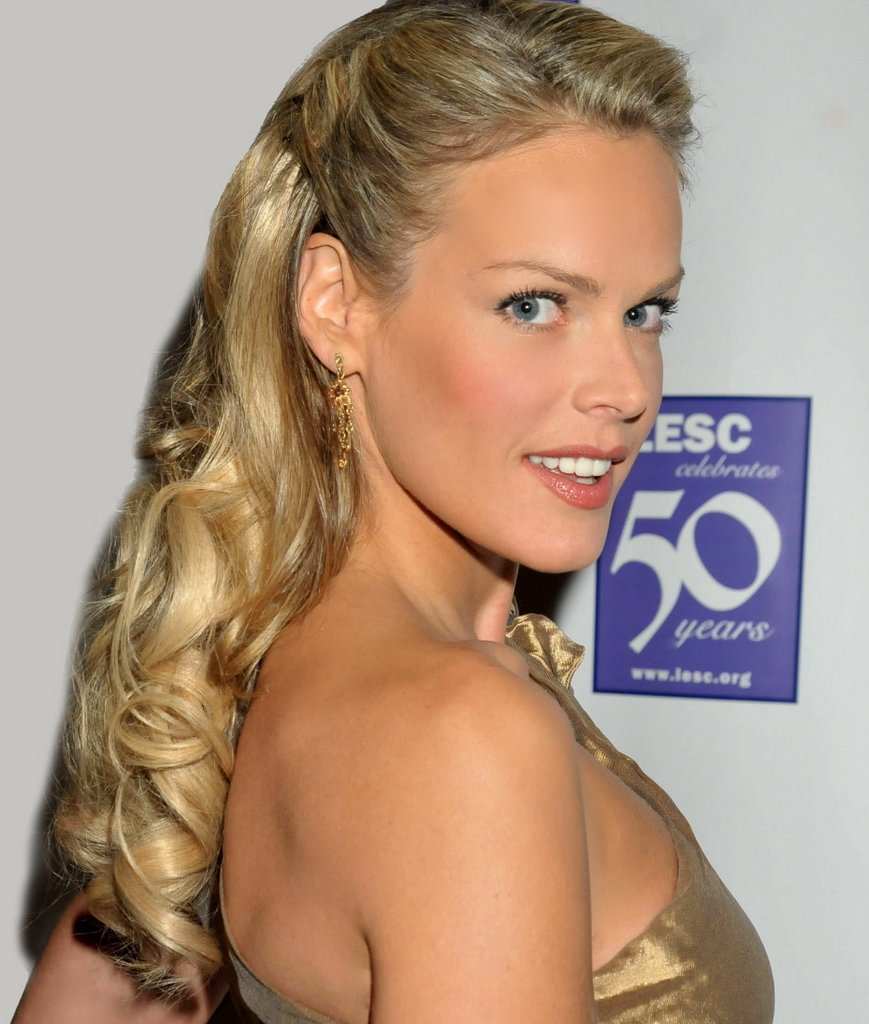
Heidi Albertsen

Heidi Albertsen (* 1. September 1976 in Kopenhagen) ist ein dänisches Fotomodell und Schauspielerin. Sie ist Goodwill-Botschafterin für Life Project for Africa und das Lower Eastside Service Center.

## Kindheit
Albertsen wurde in Kopenhagen, Dänemark, geboren. Ihre erste Arbeit, im Alter von 10 Jahren, war das Austragen von Zeitungen in ihrer Heimatstadt Kopenhagen. Später war sie als Tellerwäscherin in einem Restaurant, sie arbeitete in einer Metzgerei und verkaufte Schokolade in einem Süßwarenladen. Als junges Mädchen litt Albertsen unter Adipositas. Sie konnte das Gewicht schließlich verlieren und ihr wurde, wie sie sagt, zu dieser Zeit „nachdrücklich geraten, es als Model zu versuchen“.
Im Alter von 17 Jahren gewann sie 1993 das weltweite Finale des jährlichen Modelwettbewerbs Elite Model Look, der Modelagentur Elite Model Management, an dem jedes Jahr mehr als 350.000 Kandidatinnen aus 80 Städten in 70 Ländern der 5 Kontinente teilnehmen. Innerhalb weniger Wochen zog Albertsen nach Manhattan, um dort ihre neue Karriere als Supermodel zu verfolgen.

## Karriere
Albertsen machte im Laufe ihrer Karriere verschiedene Werbungen in Zeitschriften und im Fernsehen. Seit den 90er Jahren ist sie auf Laufstegen, in Zeitschriften, Filmen und Werbungen auf der ganzen Welt aufgetreten. Sie war auf dem Cover und in Zeitschriften wie Vogue, Harper’s Bazaar, Elle, Sports Illustrated, Cosmopolitan, Vanity Fair, Shape, Woman, M! sowie mehreren Fitnesszeitschriften. Sie arbeitet als Model in zahlreichen Kampagnen von La Perla, L’Oréal, Guess, Nicole Miller, Roberto Cavalli und Victoria’s Secret. Sie ist in MTV, E-Channel, Oxygen, Good Morning America und anderen Shows aufgetreten. Albertsen hat unter anderem auch für American Express, Armani, Comme des Garçons, Clairol, Dove (Unilever), Fruit of the Loom, Neutrogena und Vera Wang gearbeitet.
Die Zeitschrift Fitness wählte sie im Jahr 2000 zum Body of the Year.
Die Fotoshoots mit der Designerin Nicole Miller, einer Freundin von Albertsen; ebenso wie Fotoshoots für Escada mit dem Fotografen Albert Watson in Nizza, Frankreich und mit dem Fotografen Fabrizio Ferri in Mailand, Italien; sowie für das Titelbild und den Kalender des Magazins Max mit dem Fotografen Antoine Verglas, zählen, so Albertsen, zu den spannendsten ihrer Karriere.
Zusätzlich zu ihren Auftritten in der Werbung und in Magazinen wirkte Albertsen auch in einigen Filmen mit. Sie arbeitete mit Nicolas Cage in Das Vermächtnis der Tempelritter, mit Ben Stiller in Zoolander und in David Breashears IMAX Film Kilimandscharo: To the Roof of Africa für die National Geographic Society.
Albertsen wurde 2000 von Breashears ausgewählt, um an der Kilimanjaro-Besteigung teilzunehmen, dem höchsten frei stehenden Berg der Welt, in Tansania, Afrika. An der Expedition nahmen sieben Bergsteiger teil, unter ihnen Albertsen. Sie absolvierte die Besteigung zweimal, das erste Mal im Juni 2000 und danach im November 2000. Albertsen beschrieb diese Herausforderung, den Gipfel in 5.895 Meter Höhe zu besteigen, als eine Erfahrung, die sie „körperlich, emotional und intellektuell“ herausforderte. Sie dokumentierte die Klettertouren durch das Drehen eines eigenen Dokumentarfilms sowie durch Skizzen, Zeichnungen und Fotoaufnahmen.
Albertsen hatte auch beachtenswerte Auftritte als Jurorin in Model- und Schönheitswettbewerben. 2005 war sie Star-Jurorin des Miss-Universe-Schönheitswettbewerbs, der in Thailand stattfand. 1994 war Albertsen Star-Jurorin im weltweiten Finale des Modelwettbewerbs Elite Model Look, das in Ibiza, Spanien stattfand. Zwischen 1995 und 1999 arbeitete sie als Jurorin für die nationalen Elite-Model-Look-Wettbewerbe von Dänemark, Indonesien und Thailand.
2011 nahm Albertsen an der dänischen Ausgabe der Fernsehshow Masterchef teil, die die höchsten Einschaltquoten in allen nationalen Masterchef-Ausgaben in Europa erreichen konnte.

## Wohltätigkeitsarbeit
Albertsen ist Sprecherin vieler Wohltätigkeitsorganisationen, die Waisenkinder, Kinder mit HIV und AIDS und Obdachlose unterstützen. Sie arbeitet weiterhin als Goodwill-Botschafterin für verschiedene Wohltätigkeitsorganisationen. Sie ist Botschafterin und Sprecherin des Life Project for Africa, einer Nichtregierungsorganisation, deren Ziel es ist, Leben zu retten und die Armut in Afrika zu bekämpfen, indem sie Projekte zur Gesundheitsförderung, Bildung und Armutsbekämpfung sowie Unterkünfte für Obdachlose organisiert. Sie ist Botschafterin und Sprecherin für das Lower Eastside Service Center (LESC), einer Nichtregierungsorganisation, die eine große Bandbreite an Behandlungen und Pflegemaßnahmen für New Yorker, die unter Drogenabhängigkeit oder psychischen Problemen leiden, anbieten will. Sie setzt sich für das Pregnant Women and Infants Program (Programm für schwangere Frauen und Säuglinge) des LESC ein, das geschaffen wurde, um bisher nicht versorgte, schwangere Frauen, die unter einer Opiat-Abhängigkeit leiden, zu unterstützen. Sie setzt sich auch für Bridge2Life ein, ein Hilfsprojekt des LESC, das vor allem Kinder aus Familien, die einen Entzug durchmachen, unterstützt.

## Ausbildung
Zwischen 2006 und 2010, während ihrer Arbeit als Model, ging Albertsen Teilzeitstudien in New York City an der National Academy of Design, dem Hunter College und der City University of New York nach. Zusätzlich besuchte sie die Parsons The New School for Design und die Art Students League of New York.

## Privatleben
Albertsen setzt sich für einen gesunden, ausgeglichenen Lebensstil ein, der Fitness, Schönheit, Stärke und Stil vereinbart. Sie ist eine aktive Sportlerin. Unter anderem kocht und malt sie, klettert, fährt Wasserski, läuft Marathons, spielt Tennis und Golf und macht Yoga. Sie wohnt in Manhattan, einem der Stadtbezirke von New York City.